# New Century Theatre
Das New Century Theatre war ein Theatergebäude am Südrand des Central Park in Midtown Manhattan, New York City. Erbaut wurde es 1921 von Herbert J. Krapp für die Theater-Mogule Lee und Jacob J. Shubert. Genutzt wurde das Gebäude als Broadwaytheater (mit 1700 Plätzen), Kino und Fernsehstudio. Während seines Bestehens hatte das Gebäude „fast so viele Namen wie Mieter“. Von 1954 bis 1957 fanden hier die Oscar-Verleihungen der Ostküste statt. 1962 wurde das Gebäude abgerissen und durch ein Apartmenthaus ersetzt.

## Grundstück und Bau
| Jahr | Wert (US-Dollar)     |
| ---- | -------------------- |
| 1922 | 1.350.000            |
| 1923 | 1.400.000            |
| 1924 | 1.425.000/ 1.375.000 |
| 1925 | 1.450.000            |

Das Grundstück liegt direkt südlich des Central Park. Vierzig Jahre lang war dort eine Reitschule untergebracht. Das Grundstück umfasst etwa 22.500 Quadratfuß (ungefähr 2100 Quadratmeter).
Der Bau fällt in die Zeit des Theaterbooms der 1920er Jahre und den Aufstieg der Shubert-Brüder zu einer beherrschenden Stellung in der amerikanischen Theater-Branche. Bei Ticketpreisen von bis zu 2 Dollar war der Profit groß genug, um die Baukosten eines Theaters innerhalb von zwei bis drei Jahren wieder einzuspielen. Die Saison umfasste in der Regel neun bis zehn Monate, im New Yorker Sommer blieben die Theater mangels Klimaanlage geschlossen.
Der Architekt, Herbert J. Krapp, hatte sich 1914 selbstständig gemacht, möglicherweise beeinflusst durch die Shuberts. Seitdem entwarf, baute und renovierte er Theater für die beiden Brüder. Allein in den Jahren 1919 bis 1921 arbeitete er an den Plänen für neun verschiedene Bauten. Bei diesem Bau zwang ihn die schmale Breite des Grundstücks von nur 65 foot (knapp 20 m) die Sitzreihen in zwei geraden Blöcken und einem zentralen Durchgang anzulegen, statt in einer fächerförmigen Anordnung. An den Seiten befanden sich die Logen für das Parkett. Damit der Balkon (1. Rang) genug Platz bot, um die Gesamtkapazität von 1700 Plätzen zu erreichen musste das Dach durchbrochen und das Gebäude um zwei Etagen aufgestockt werden.:S. 10
Die Front des neuen Gebäudes war nicht bemerkenswert: „Its front wall is of yellow brick pierced by five high arched windows.“ Für Foster Hirsch hatten die Shuberts bei der Gestaltung des Innenraums ihre übliche Zurückhaltung aufgegeben. Er sei

“… a gaudy combination of Empire and Renaissance styles with bright red accents throughout.”

Bill Morrison hingegen hebt die Gemeinsamkeiten mit den zur selben Zeit gebauten Theatern Ritz und Ambassador hervor. Die Inneneinrichtung sei bei allen beeinflusst durch das Werk Robert Adams.:S. 12
Ursprünglich hatten die Shubert-Brüder den Namen Imperial Theatre vorgesehen. Sie verwendeten diesen Namen dann zwei Jahre später für ein anderes Theater an der 249 West und 45th Street.

## Jolson's 59th Street Theatre (1921–1931, 1941–1942, 1943)

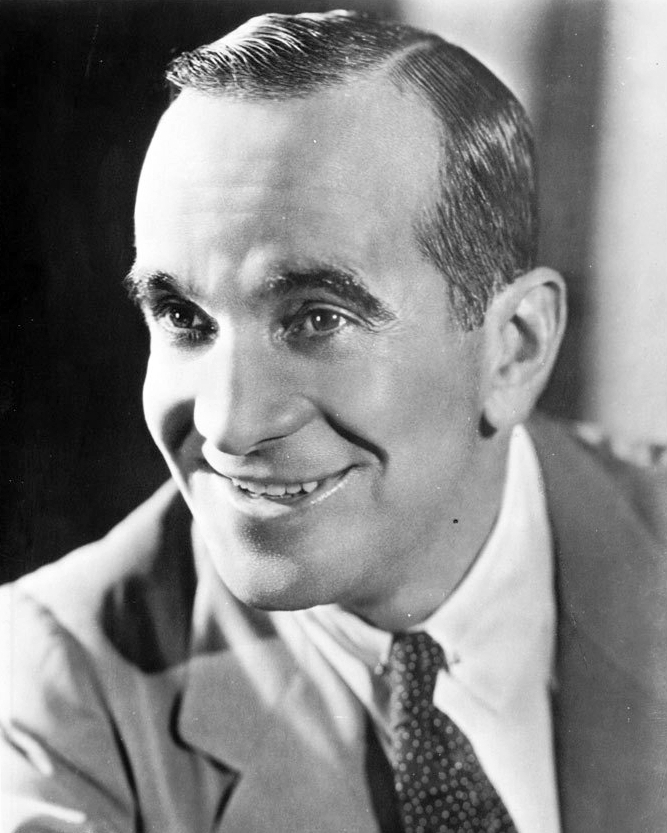
Al Jolson (etwa 1925)

Der Entertainer Al Jolson war spätestens seit Mitte der 1910er das „Zugpferd“ der Shubert-Brüder. Foster Hirsch beschreibt Jolson als aggressiv, misstrauisch, durchsetzungsfähig und einen harten Verhandler, der als einer der wenigen den Shubert-Brüdern gewachsen war. Seinen Ausführungen nach hassten und misstrauten ihm die Shuberts zwar, brachten ihm aber gleichzeitig Zuneigung entgegen und betrachteten ihn als Mitglied der Familie.:S. 85–87 Laut Jonas Westover sieht die Mehrzahl der Autoren die Shuberts hingegen in einem positiven Licht. Da sich Al Jolson sträubte, nicht im gewohnten Winter Garden Theatre aufzutreten, benannten die Shubert-Brüder kurzerhand das Gebäude in Jolson's 59th Street Theatre um.
Auf der Bühne galt Jolson unbestritten als begnadeter Entertainer. Er trat vor allem als Blackface auf.:S. 87 „Bombo“, mit dem das Theater am 6. Oktober 1921 eröffnet wurde, war dabei keine Ausnahme. Jolson spielte den namensgebenden Sklaven als Stimmungskanone, der seinem gutaussehenden, weißen Besitzer Christoph Columbus die romantischen und historischen Erfolge ermöglicht, mit wesentlich stärker sexualisiertem Untertönen als seine sonstigen Sklavenrollen. Hatte Jolson schon vorher keine anderen Stars neben sich geduldet, so spielte er nun gegen statt mit dem Stück. Die Handlung sabotierte er nach Lust und Laune und manchmal stellte er das Publikum vor die Wahl, die Aufführung fortzusetzen oder ihm beim Singen zuzuhören. Sein Sologesang fand dann vor geschlossenem Vorhang statt. Während der Laufzeit von Bombo zerstritten sich Johnson und J.J. Shubert über eine Kostümrechnung von 400 Dollar, die Jolson als viel zu hoch ansah.:S. 145–147 Auch wenn sich beide später wieder einigten, trat Jolson nicht wieder in dem nach ihm benannten Gebäude auf.
Am 26. Januar 1922 versuchte ein bewaffneter Mann, in der Lobby einen Angestellten zu überfallen, der mit 15.000 Dollar auf dem Weg zur Bank war. Der Überfall missglückte und der Räuber entkam mit einem Komplizen per Fluchtwagen. Wie die New York Times hilfreich anmerkte, verpassten es die Männer zudem, sich weiterer 20.000 Dollar in einem nahebei geparkten Wagen zu bemächtigen.
1923 gastierte hier das Moskauer Künstlertheater unter Konstantin Sergejewitsch Stanislawski. Sie eröffneten im Januar mit Tolstois Zar Boris, Teil des Cast war Tschechows Witwe Olga Knipper. Das Repertoire umfasste Stücke von Tschechow, Gogol und Gorky. Die Vorstellungen waren ausverkauft. Insgesamt tourte das Ensemble vier Monate durch die Vereinigten Staaten. Will Rogers, bei der Konkurrenz unter Vertrag, spöttelte darüber, dass keine wisse, worüber die Darsteller reden würden und daher jeder Zuschauer gegenüber seinem Nachbarn so tun könne, als ob er es wisse.
Am 2. Dezember 1924 fand die Uraufführung des The Student Prince in Heidelberg (oder bald kurz: The Student Prince) statt. Der (fiktive) Kronprinz Karl Franz (Howard Marsh) verbringt ein Jahr inkognito als Student in Heidelberg und verliebt sich in die Gastwirtstochter Kathie (Ilse Marvenga). Sie hegt ebenfalls Gefühle für ihn. Aus Pflichtbewusstsein kommt es nicht zu einem Happy End. Dies war einer der beiden Gründe, der Shuberts mit der Aufführung zögern ließ. Der andere war der Einsatz eines 60-köpfigen Männerchors. Jedoch erfreute sich dessen "Drinking-Song" („Trinkerlied“) während der Prohibition in den Vereinigten Staaten großer Beliebtheit bei Publikum. Mit insgesamt 606 Aufführungen war es die am längsten laufende amerikanische Operette des Jahrzehnts.
1942 und 1943 trug das Theater wieder den Namen Jolson's 59th Street Theatre, unterbrochen durch das Gastspiel von Molly Picon ab Oktober 1942.

## Central Park Theatre (1931–1932)
Das Theaterimperium der Shuberts wurde von der Großen Depression hart getroffen. Für die Shubert Theatrical Corporation wurde 1931 ein Insolvenzverwalter bestellt. Jolson’s 59th Street Theatre wurde an den Kinobetreiber Leo Brecher vermietet, der es, nach kurzem Umbau, unter dem Namen Central Park Theatre als Kino nutzte. Der Wechsel war allerdings nicht sehr abrupt, denn als erster Film wurde am 20. Februar 1931 die amerikanische Uraufführung der Opern-Verfilmung I Pagliacci gezeigt. Schauspieler waren die San Carlo Opera Company. Der Kritiker der New York Times war von dem „Talkie“ nicht überzeugt, empfand er den Ton doch als "für die Ohren nach einer Viertelstunde nahezu unerträglich". Ab März wurde der Opernfilm im Repertoiresystem durch Erfolgsfilme des Jahres 1930 wie Tom Sawyer, Africa Speaks! oder Sin Takes a Holiday ergänzt.
Am 26. Juni schloss das Central Park Theatre seine Pforten. Brecher begründete dies mit der mangelnden Auswahl an geeigneten Filmen und dem Rückgang der Zuschauerzahl durch den beginnenden Sommer. Das Kino sollte im September 1932 wieder eröffnet werden, in Hoffnung auf bessere wirtschaftliche Verhältnisse.

## Shakespeare Theatre (1932–1933)
Am 24. Oktober 1932 gab die Shakespeare Theatre Company bekannt, das Theater am 17. November zu übernehmen. Unter dem Namen Shakespeare Theatre
sollten tägliche Vorstellungen stattfinden. Für Schüler war eine Freitagnachmittagsvorstellung um 16 Uhr geplant und am Samstag eine Matinee. Die Karten sollten zwischen 0,25 und einem Dollar kosten. Das Programm für die ersten zwei Wochen bestand aus einer Auswahl von Shakespeare-Stücken. In der Rolle als Julia spielte Margery Maude.

## Venice Theatre (1933–1937)
Am 16. September 1933 meldete die New York Times die Umbenennung in Venice Theatre. Die neue Saison sollte im Oktober beginnen. Die Percival Vivian Shakespearean Repertory Company und das Italian Art Theatre planten, sich das Gebäude zu teilen.

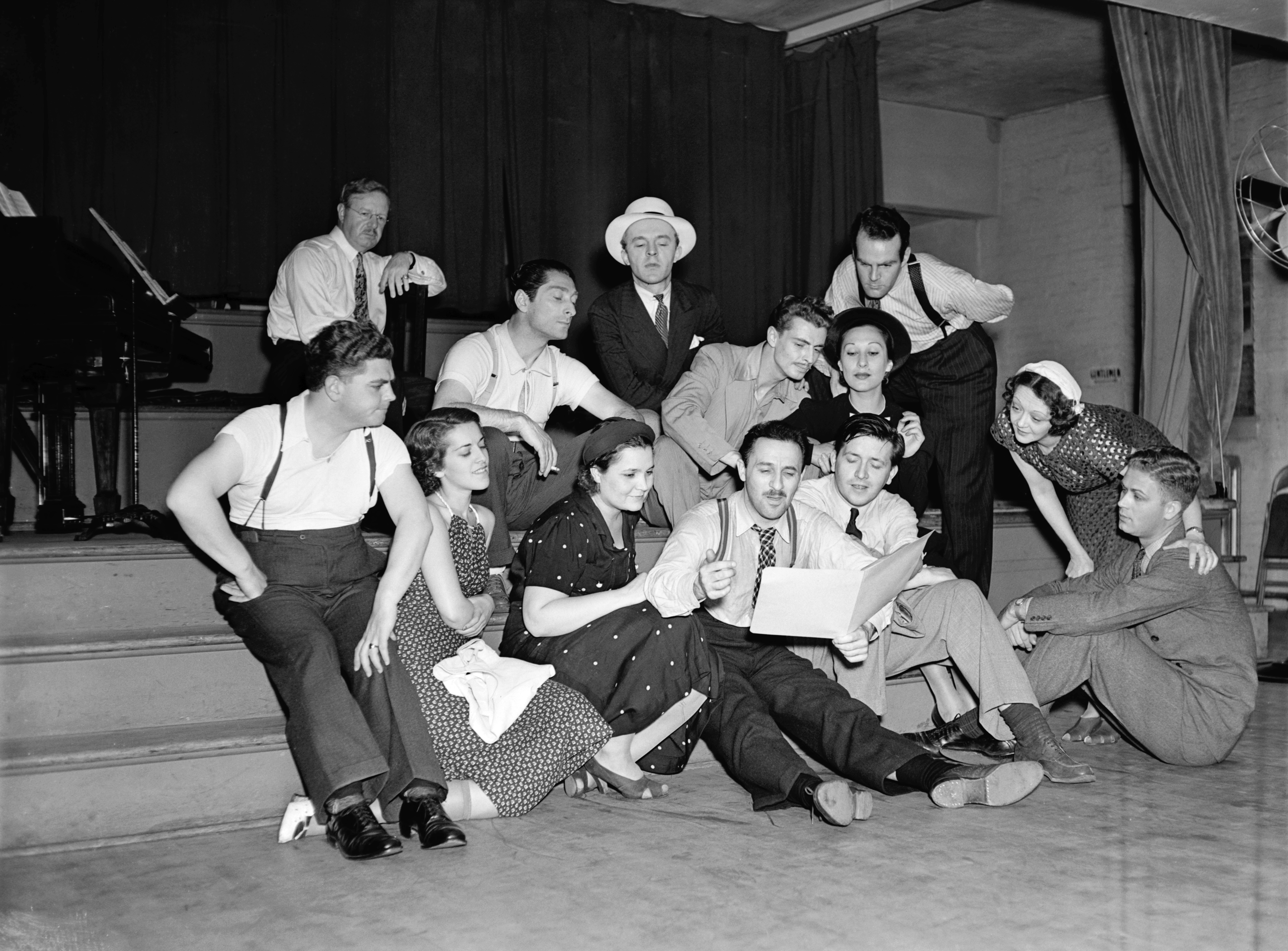
Marc Blitzstein und die Schauspieler von The Cradle Will Rock (1937)

Die Premiere der Operette Afrikana am 26. November 1934 musste bereits im ersten der beiden Akte unterbrochen werden. Während Donald Heywood, Autor und Komponist, das Orchester dirigierte, näherte sich ihm ein anderer Mann, schrie ihn an und schlug ihm auf den Hinterkopf. Als Zuschauer die Kontrahenten trennen konnten, hatten beide jeweils einen Stuhl aus dem Orchestergraben zum Schlag erhoben. Nach der Festnahme des Angreifers wurde das Stück ohne weitere Zwischenfälle fortgesetzt. Bei der Polizei gab der arbeitslose Lehrer an, die Operette gemeinsam mit Heywood verfasst zu haben, anhand seiner Erfahrungen in der Fremdenlegion. Heywood verweigere ihm aber die Anerkennung. Der Mann wurde des ordnungswidrigen Verhaltens für schuldig befunden, aber nicht verurteilt. Der Premiere wohnten 1500 Zuschauer bei. Der Kritiker der New York Times hielt die Auseinandersetzung für die beste Stelle der Aufführung und bedauerte alle, die sich extra aus Harlem auf den Weg gemacht hatten.
Das Federal Theatre Project der WPA sorgte am 16. Juni 1937 für Unmut als es die Voraufführung der Oper The Cradle Will Rock von Marc Blitzstein am zwanzig Blocks entfernten Maxine Elliot Theatre kurzfristig absagte. Aus Budgetgründen sollten alle Aufführungen der WPA bis zum 1. Juli verschoben werden. Da die Oper einen Stahlarbeiterstreik aus Sicht der Gewerkschaft behandelt, sah ein Teil der 600 potenziellen Zuschauer dies als Zensurversuch an. Die Mehrheit wollte zumindest irgendeine Aufführung sehen. Während der Direktor Orson Welles die Menge mit einer Rede beruhigte und auf dem Bürgersteig zwei Nummern des Stücks gesungen wurden, kümmerte sich jemand von der WPA um einen anderen Aufführungsort. Für 100 Dollar konnte das Venice Theatre gemietet werden. Um nicht in Schwierigkeiten für die ungenehmigte Aufführung zu geraten, sangen die Schauspieler ihre Einsätze aus dem Zuschauerraum. Auf der Bühne spielte lediglich Blitzstein am Piano während Welles erläuternde Kommentare abgab. Der Dichter Archibald MacLeish hielt zum Abschluss eine Rede. Am 7. Juli gab die WPA bekannt, dass sie die Oper endgültig nicht aufführen würden.

## Yiddish Art Theatre (1937–1940)
Die Theaterkompanie des Yiddish Art Theatre war seit dem Verlust ihres gleichnamigen Theaters an der Second Avenue Anfang der Dreißiger ohne einen festen Spielort. Am 20. September 1937 begannen sie ihre erste Saison in diesem Gebäude mit der Aufführung von The Brothers Ashkenazi. Das Stück basierte auf dem Roman Di brider Aschkenasi aus dem gleichen Jahr, für das Theater adaptiert durch den Autor Israel Joschua Singer selbst. Regie führte der Direktor der Kompanie, Maurice Schwartz. Die Premierenkritik der New York Times fiel kurz aber sehr wohlwollend aus.
Im Herbst 1940 verlegte die Schauspieltruppe ihren Spielort wieder an die Second Avenue.

## Molly Picon Theatre (1942–1943)

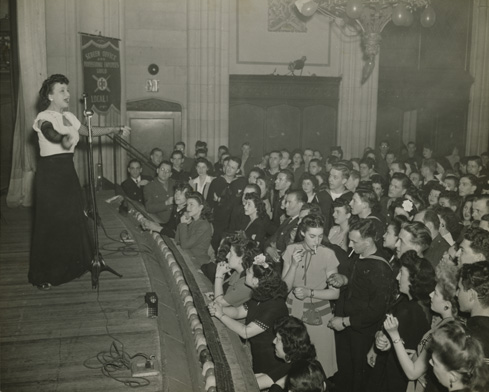
Molly Picon bei einem Auftritt (1945; nicht in diesem Theater)

Am 12. Oktober 1942 hatte das yiddische Musical Oy, Is Dus A Leben Premiere in diesem Gebäude. Grundlage war die Biografie Molly Picons, die Texte hatte ihr Ehemann Jacob Kalich geschrieben, der auch Regie führte. Zu dieser Gelegenheit erhielt das Theater ihren Namen. Für Picon war dies schon das zweite Theater, dass nach ihr benannt wurde: Das von ihrem Mann gekaufte „Second Avenue Theatre“ hatte sie 1930 eröffnet. Die Einnahmen aus der Premiere, Tickets kosteten zwischen 1,10 und 5,50 Dollar, kamen der Synagoge im Bellevue Hospital zugute. Danach sollte der Eintrittspreis zwischen 1,10 und 2,75 Dollar liegen. Gespielt wurde täglich ab 20:30 Uhr, samstags und sonntags fand eine Matinee statt.
Edwin A. Relkin, der die Produktion gesponsert hatte, verzichtete auf das Molly Picon Theatre kurz nachdem die Aufführung von Oy, Is Dus A Leben beendet wurde. Dies vermeldete die New York Times am 12. Februar 1943.

## New Century Theatre (1944–1954)
1944 wurde das Theater generalüberholt. Am 8. April 1944 wurde es mit Follow the Girls wiedereröffnet, einer Musik-Komödie in zwei Akten. Eine Stripperin (Gertrude Niesen) wird sowohl von einem Marineoffizier umworben, als auch von einem ausgemusterten, übergewichtigen Zivilisten (Jackie Gleason). Während es Lewis Nicols in seiner zeitgenössischen Kritik für die New York Times als: „…a pleasant enough if not distinguished musical comedy…“ bezeichnet, ordnet John Kenrick das Stück aus heutiger Sicht als „… old-style musical comedy, using low, burlesque-style humor“ ein, die nicht mehr dem Zeitgeschmack entsprach. Bereits am 12. Juni wechselte das Stück an das 44th Street Theatre.
Das erfolgreichste Stück am New Century Theatre feierte am 30. Dezember 1948 Uraufführung.  Kiss Me, Kate von Cole Porter, ein Musical über eine Theatergruppe und ihre Aufführung von Shakespeares „Der Widerspenstigen Zähmung“. Allein die Ticket-Vorverkäufe beliefen sich, laut der New York Times, auf 350.000 Dollar. Demgegenüber stand ein sehr bescheidenes Produktionsbudget von 180.000 Dollar, welches sogar noch um 30.000 Dollar unterboten worden war. Ein Teil war bereits während des mehrwöchigen Auftritts in Philadelphia eingespielt worden. Die Ticketpreise betrugen bis zu 6 Dollar. Wie bei anderen begehrten Musicals kam es zu "ticket scapling", also dem Zurückhalten begehrter Eintrittskarten und dem folgenden Weiterverkauf mit höheren Preisaufschlägen als den gesetzlich erlaubten 0,90 Dollar. Im Mai 1949 geriet auch Kiss Me, Kate in den Fokus einer Untersuchung und der Schatzmeister des New Century Theaters wurde zur Aussage vorgeladen.

## NBC Century Theatre (1954–1962)
Der Fernsehsender NBC pachtete das Gebäude am 19. März 1954 von den Shubert-Brüdern und begann bereits vor dem offiziellen Pachtbeginn am 28. März mit dem Umbau zu einem Fernsehstudio. Besorgte Bürger forderten in einem Leserbrief an die New York Times dazu auf, die zwei Atlanten über dem Eingang auf der 58. Straße zu retten. Generell sollten solche Gelegenheiten genutzt werden, um günstig an Dekorationen für Parks und Plätze zu kommen.
Mitte der Fünfziger Jahre war die jährliche Verleihung der Academy Awards (Oscars) auf zwei Veranstaltungsorte aufgeteilt: Viele der Nominierten traten am Broadway auf und konnten es daher nur zu einem Ort an der Ostküste schaffen. Austragungsort an der Westküste war das RKO Pantages Theatre in Los Angeles. Insgesamt viermal, 1954, 1955, 1956 und 1957 fand die Veranstaltung in diesem Theater statt. 1955 lagen sowohl der Aufwand für die Zeremonie, als auch die Zahl der Gäste unterhalb des Events in Los Angeles:

“…while a smaller crowd in New York squeezed into a few camp chairs on stage… the more modest event in New York was anchored by Thelma Ritter and Conrad Nagel”

## Heutige Bebauung

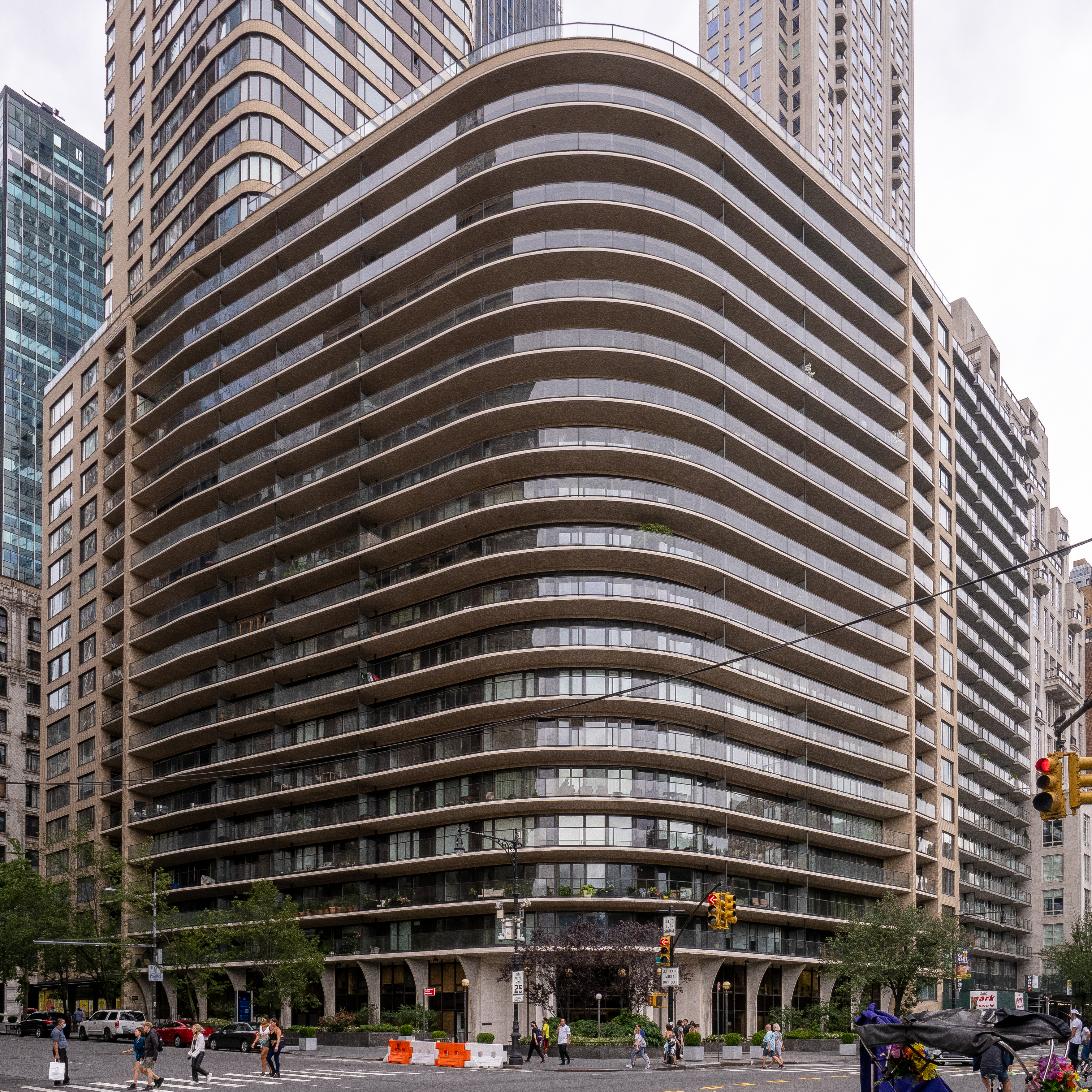
Heutige Bebauung: 200 Central Park South

Das Gebäude wurde 1962 abgerissen. Das Grundstück ist heute Teil des Apartmenthauses 200 Central Park South.